# Cultura de la Información

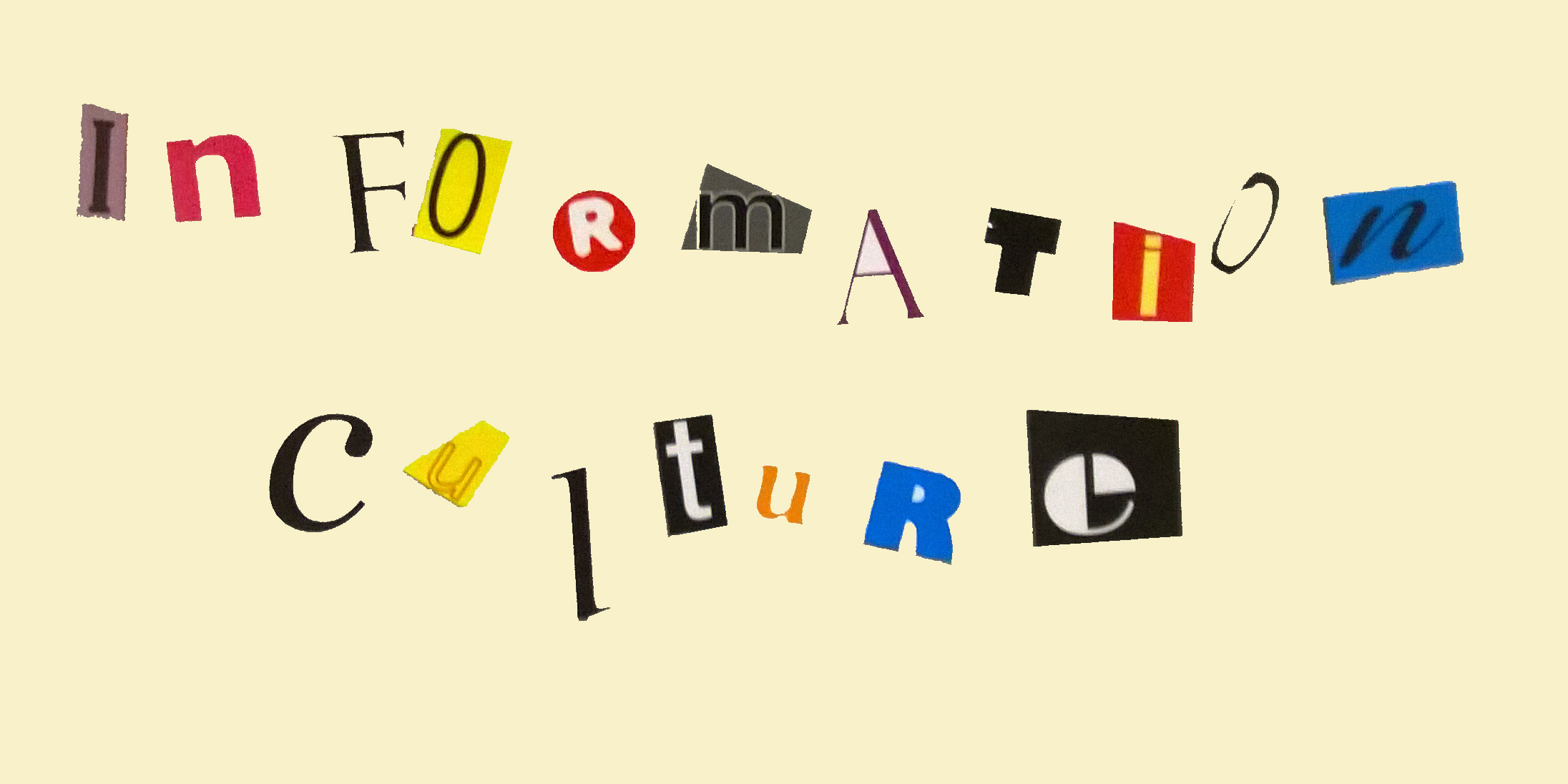
Logotipo de la cultura de la información

La cultura de la información  se refiere a la comprensión y el uso consciente de la información para apoyar el aprendizaje, la toma de decisiones y la comunicación. Incluye habilidades para buscar, evaluar y utilizar información de manera efectiva y ética, así como la capacidad de crear y compartir información de manera responsable. La cultura de la información es esencial en una sociedad en la que la información se encuentra disponible en cantidades masivas y en una variedad de formatos. La cultura de la información se encuentra estrechamente vinculada al capital intelectual; la gestión del conocimiento; el clima organizacional;  la cultura organizacional; la ecología de la información; la economía del conocimiento y la alfabetización informacional, entre otros. Las definiciones de cultura de la información tienes amplias diferencias, esto en función de la gran variedad de disciplinas que abarca, lo cual dificulta su delimitación, definición y alcance. Jiménez-Salazar (2022) la define como "un constructo, polisémico, líquido, con diferentes estados/umbrales/dimensiones cuyas características varían, dependiendo el ambiente en el que se encuentre".  
Otros autores definen cultura de la información como  una combinación de valores, actitudes, comportamientos, conocimientos y habilidades que conducen al uso inteligente de la información, a su vez,  como una cultura de intercambio colectivo y enriquecimiento de la ciudadanía, que se encuentra en la intersección entre la información, la comunicación y la educación.

## Descripción general
La cultura de la información conduce a una gestión eficaz de la información en la que "se reconoce el valor y la utilidad de la información para lograr los objetivos operativos y estratégicos, es decir, la información forma la base de la toma de decisiones de la organización".
Ginman define la cultura de la información como la cultura en la que la transformación de los recursos intelectuales se mantiene junto con la transformación de los recursos materiales. La cultura de la información es el entorno donde se produce conocimiento con inteligencia social, interacción social y cultural laboral
En muchas organizaciones, la cultura de la información se describe como una forma de tecnología de la información. Como escribe Davenport, muchos ejecutivos piensan que resuelven todos los problemas de información adquiriendo equipos tecnológicos. La cultura de la información trata sobre la gestión eficaz de la información (para usar información), no máquinas, y la tecnología de la información es solo una parte de la cultura de la información
La cultura de la información es la parte de la cultura organizacional donde la evaluación y las actitudes hacia la información dependen de la situación en la que trabaja la organización. En una organización todos tienen actitudes diferentes, pero el perfil de información debe ser explicado, por lo que los ejecutivos deben tener en cuenta la importancia de la información. La cultura de la información también abarca sistemas de información formales (tecnología), conocimiento común, sistemas de información individuales (actitudes) y ética de la información. La cultura de la información se ve afectada por los comportamientos de los factores internos de la organización más que por los factores externos, que se manifiestan en forma de cultura de la información, las actitudes y las tradiciones. La cultura de la información se ocupa de la información, los canales de información, las actitudes, el uso y la capacidad de transmitir o recopilar información con las circunstancias ambientales de manera efectiva. La base de conocimiento de cualquier organización puede verse de acuerdo con las teorías de Nonaka sobre la producción de conocimiento organizacional y las teorías de Cronin & Davenport
Es necesario entender las diferencias culturales antes de que la tecnología de la información desarrollada para una organización en un país pueda implementarse efectivamente en una organización en otro país.
Una cultura de la información altamente desarrollada lleva a la organización al éxito y funciona como un objetivo estratégico que se asocia positivamente con las prácticas y el desempeño organizacional. Choo et al. consideró la cultura de la información como los patrones socialmente compartidos de comportamientos, normas y valores que definen la importancia y el uso de la información en una organización. Asimismo, autores como Castells postulan que la cultura de la información trasciende los confines de las organizaciones y la participación del gobierno a través de políticas relevantes, normas y valores. Las normas son estándares y los valores son creencias y juntos moldean el comportamiento de información que se espera de las personas en la organización. Hasta ahora, el comportamiento de la información es el reflejo de normas y valores culturales. Marchand, Kettinger y Rollins identifican seis comportamientos y valores de información para perfilar la cultura de información de una organización:
- La integridad de la información se define como el uso de la información de manera confiable y basada en principios.
- La formalidad de la información es la voluntad de usar y confiar en la información formal sobre las fuentes informales.
- El control de la información es la medida en que la información se utiliza para administrar y monitorear el desempeño.
- La transparencia de la información es la apertura en la notificación de errores y fallas.
- El intercambio de información es la voluntad de proporcionar información a otros.
- La proactividad es utilizar activamente nueva información para innovar y responder rápidamente a los cambios.

## Tipología de la cultura de la información
Basado en una construcción ampliamente aplicada de Cameron y Quinn que se ha utilizado para diferenciar los tipos de cultura organizacional y sus relaciones con la efectividad organizacional, Choo desarrolla una tipología de cultura de la información. Enfatiza elementos de la investigación del comportamiento de la información. Las tipologías de la cultura de la información se caracterizan por un conjunto de cinco atributos:
1. el objetivo principal es la gestión de la información
2. valores y normas de la información
3. comportamientos de información en términos de necesidades de información
4. búsqueda de información
5. uso de la información

Además, Choo clasifica la cultura de la información en cuatro categorías:
1. Cultura basada en las relaciones
2. Cultura de riesgo
3. Cultura orientada a resultados
4. Cultura de seguimiento de reglas

Cultura basada en las relaciones: la gestión de la información apoya la comunicación, la participación y el sentido de identidad. Los valores y normas de la información enfatizan el compartir y el uso proactivo de la información. Estos valores promueven la colaboración y la cooperación. El foco está en la información interna.
Cultura de riesgo: se fomenta la innovación, la creatividad y la exploración de nuevas ideas mientras se gestiona la información. Los valores y normas de la información enfatizan en el uso proactivo de la información. Estos valores promueven la innovación, el desarrollo de nuevos productos o capacidades y la audacia para tomar la iniciativa. El foco está en la información externa. La información se utiliza para identificar y evaluar oportunidades y promover la asunción de riesgos empresariales.
Cultura orientada a resultados: la gestión de la información permite a la organización competir y triunfar en su mercado o sector. Los valores y normas de la información llaman la atención sobre el control y la integridad: se valora la información precisa para evaluar el desempeño y el logro de objetivos. La información se utiliza para comprender a los clientes y competidores, y para evaluar los resultados.
Cultura de seguimiento de reglas: la gestión de la información refuerza el control de las operaciones, reglas y políticas internas. Los valores y normas de la información enfatizan el control y los procesos estandarizados. El foco está en la información interna. La organización busca información sobre flujos de trabajo, así como información sobre requisitos normativos o de responsabilidad. La información se utiliza para controlar las operaciones, mejorar la eficiencia y brindar responsabilidad.